# هاري ووكر
هاري ووكر (بالإنجليزية: Harry Walker)‏ (20 مايو 1916 - 1 يناير 1976) هو لاعب كرة قدم بريطاني سابق كان يلعب كحارس مرمى.